# Thẩm mỹ viện

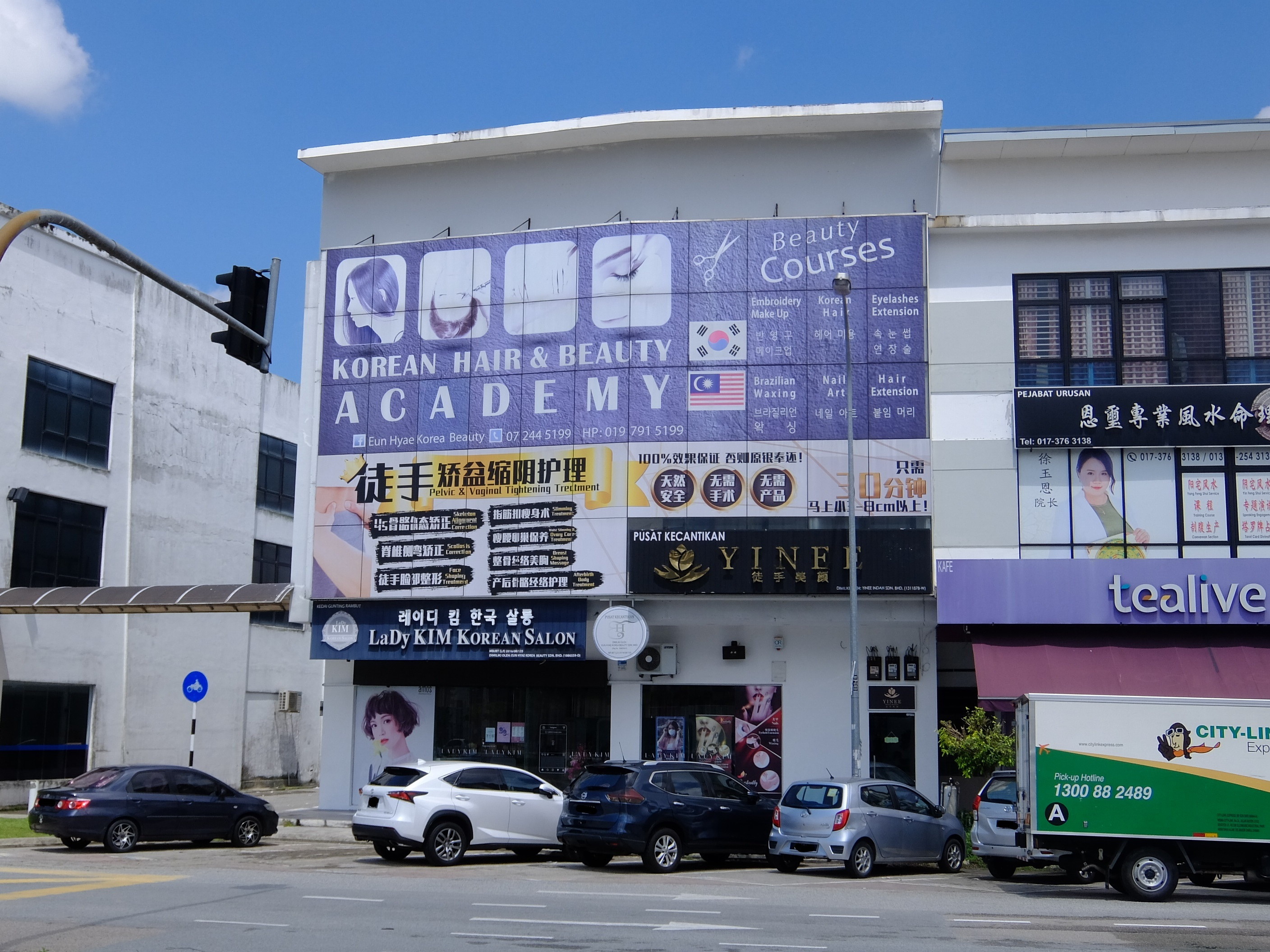
Một thẩm mỹ viện ở Hàn Quốc

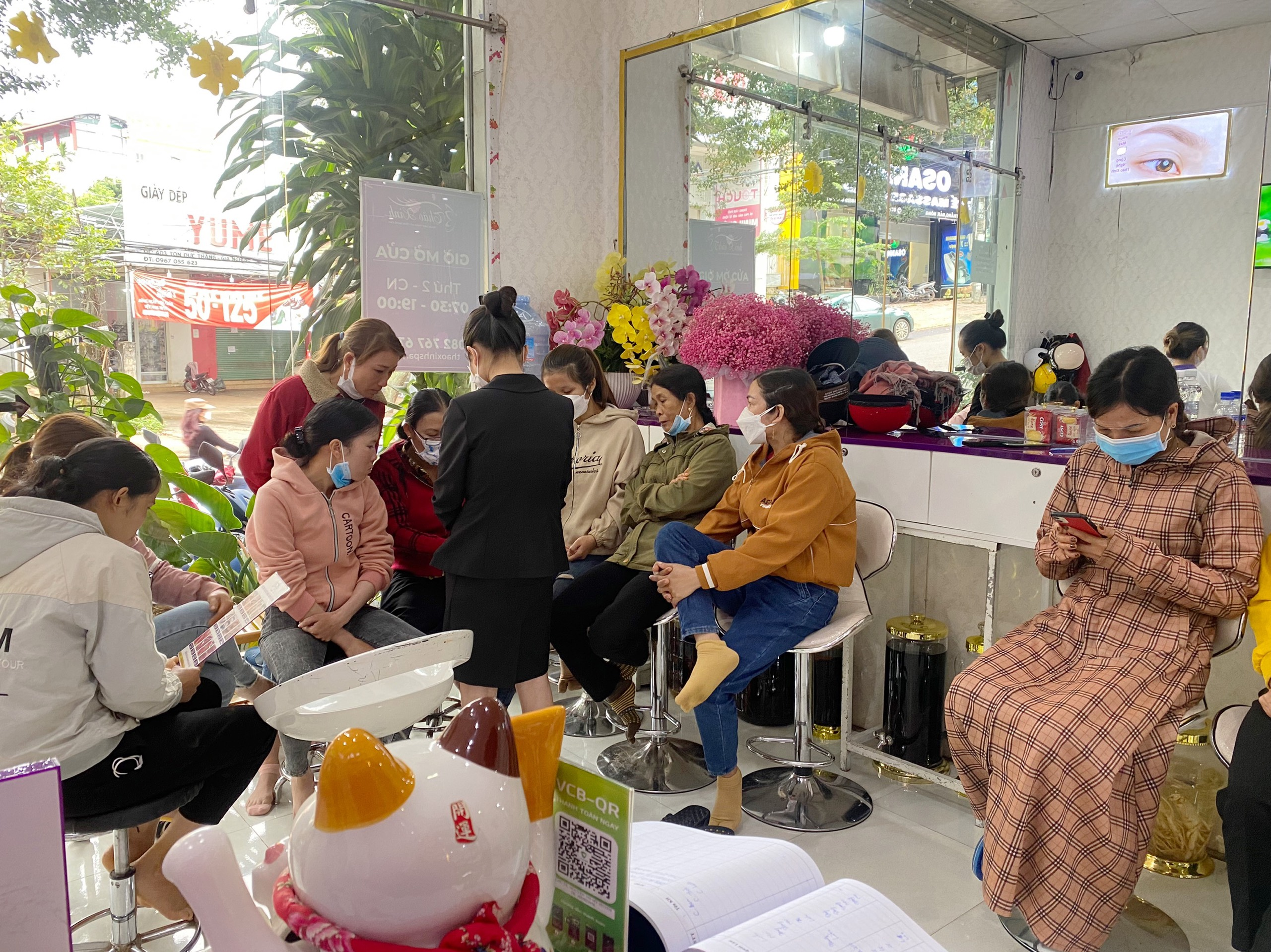
Bên trong một thẩm mỹ viện ở Gò Vấp

Thẩm mỹ viện (tiếng Anh: Beauty Salon) hay tiệm làm đẹp hay mỹ viện  là một cơ sở kinh doanh chuyên về dịch vụ chăm sóc, trang điểm sắc đẹp, ngoại hình của nam và nữ với mỹ phẩm phục vụ điều trị cho nam giới và phụ nữ, thẩm mỹ viện còn có chức năng tư vấn các vấn đề liên quan đến chăm sóc sắc đẹp. Các biến thể khác của loại hình kinh doanh này bao gồm các tiệm làm tóc, tiệm làm móng và spa. Thẩm mỹ viện cung cấp dịch vụ tổng quát liên quan đến sức khỏe, sắc đẹp từ thẩm mỹ da mặt, chăm sóc bàn chân, liệu pháp oxy, tắm bùn, và vô số các dịch vụ khác.

## Một số dịch vụ
- Massage (Mát-xa), là một phương pháp điều trị làm đẹp phổ biến, với thủ thuật làm đẹp cho da (bao gồm cả việc áp dụng các sản phẩm làm đẹp) và để thư giãn.
- Chăm sóc da (chủ yếu là da mặt với các phương pháp như đắp mặt nạ, cạo lông tơ...)
- Làm móng tay (người Việt ở hải ngoại hay gọi là làm nail) gồm cắt tĩa, tô, sơn... móng tay và móng chân
- Các phương pháp điều trị như tẩy lông.
- Làm tóc: Gội đầu, uốn, ép, duỗi tóc, nhuộm tóc, cắt tóc, phi-dê, xù...

## Ngành công nghiệp

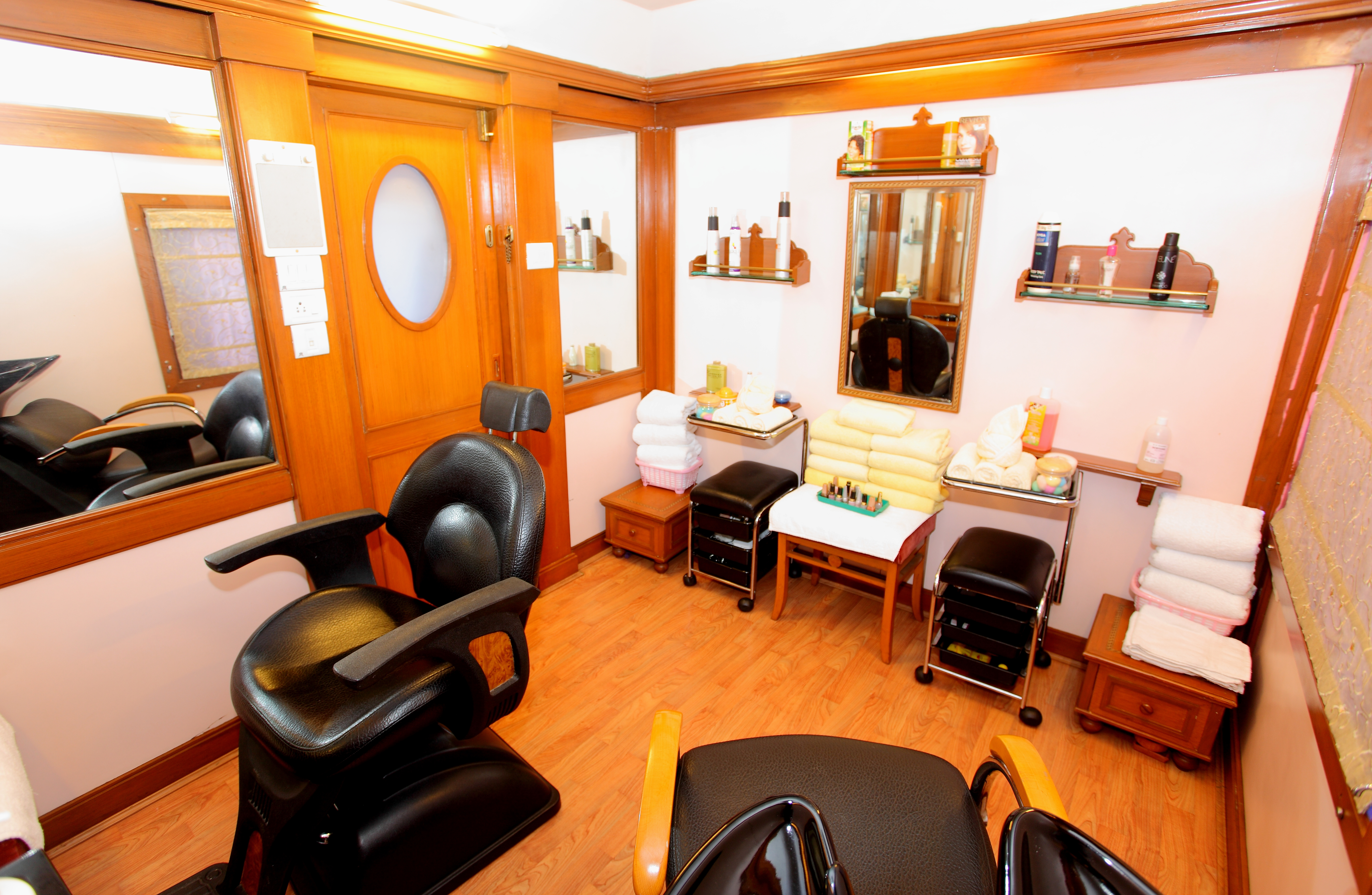
Bên trong một tiệm thẩm mỹ

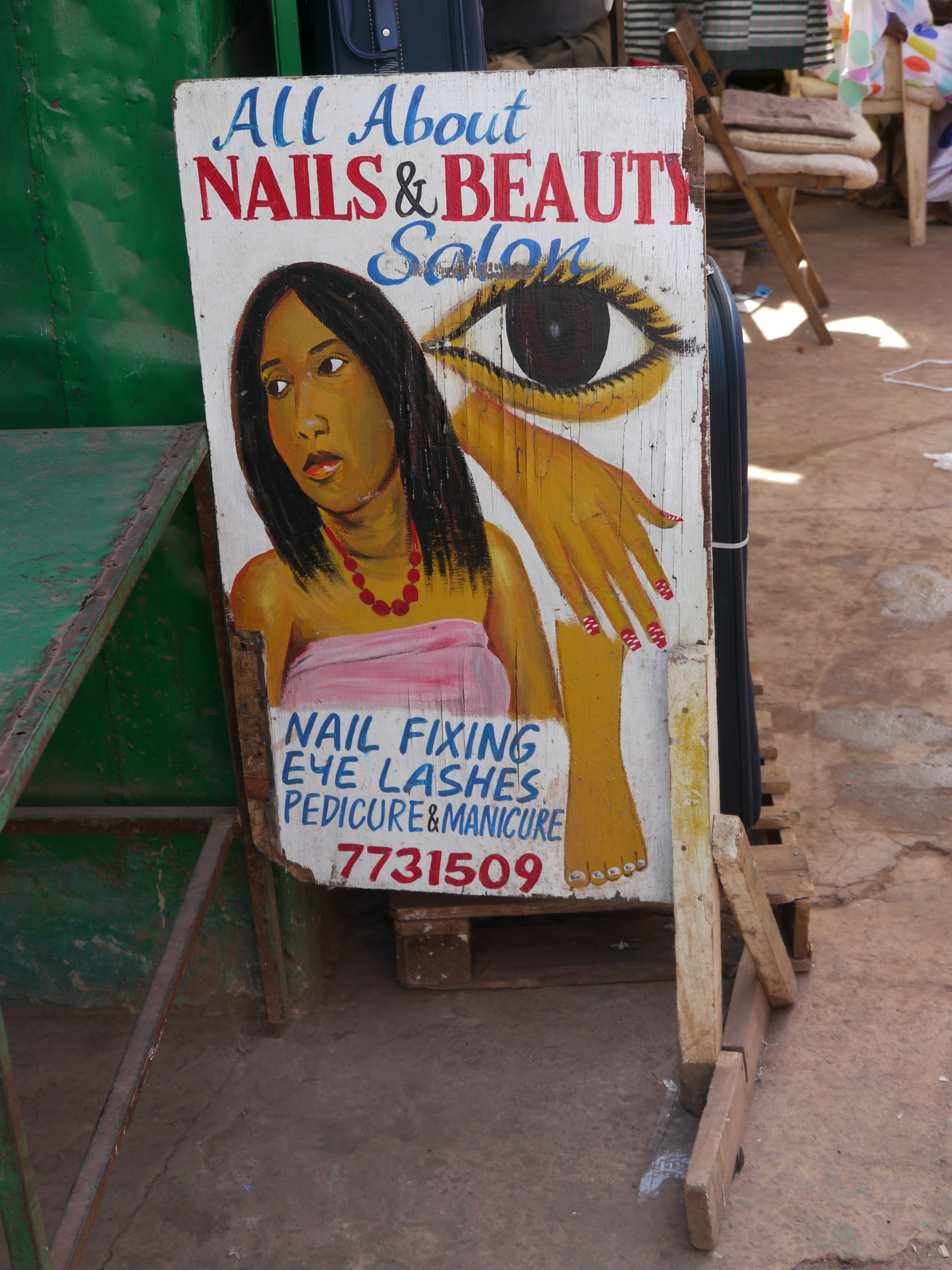
Quảng cáo thẩm mỹ viện ở Gambia

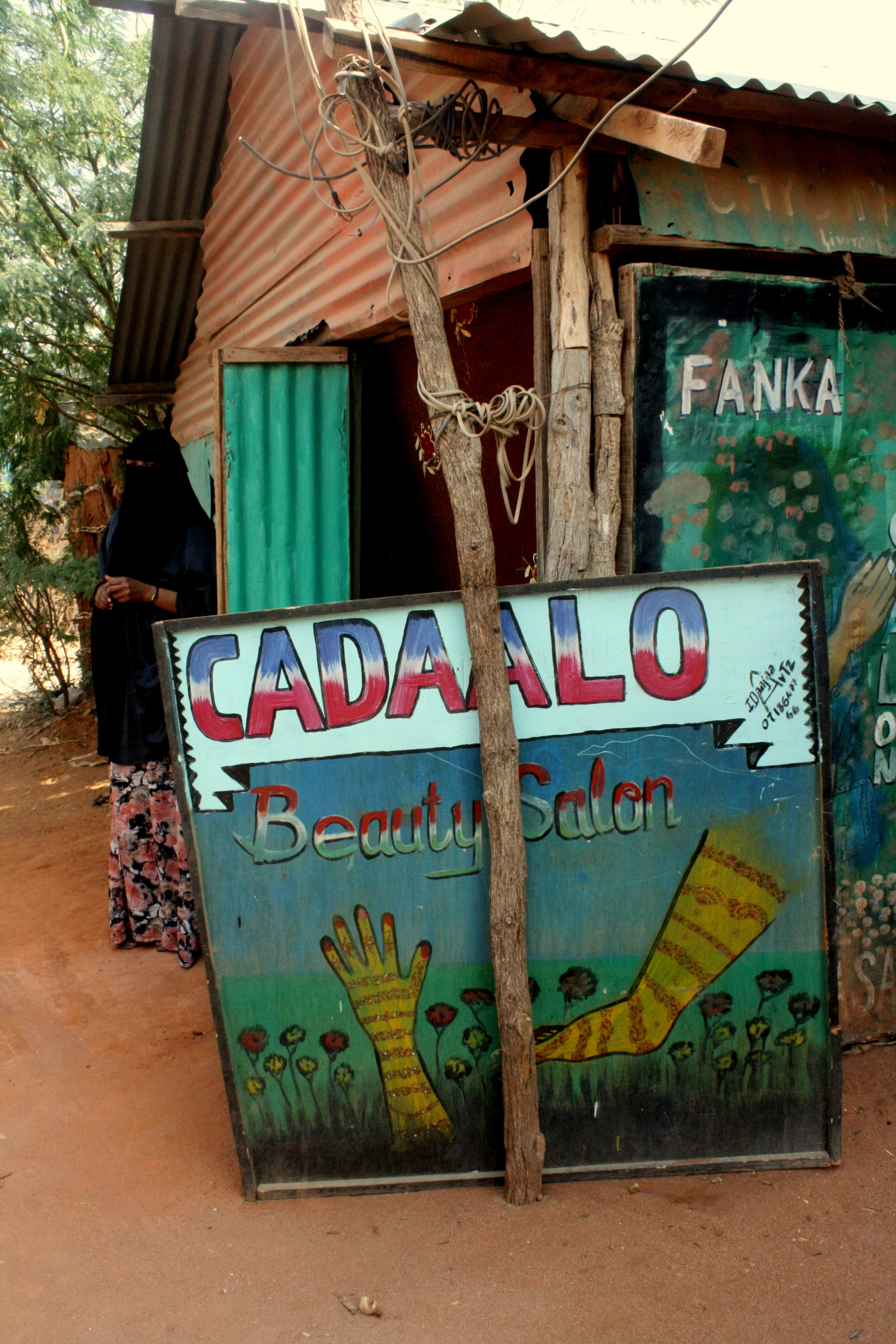
Một thẩm mỹ viện ở Đông Phi

### Hoa Kỳ
Các tiệm làm đẹp đã được chứng minh là ngành công nghiệp chống đạn suốt nhiều kinh tế suy thoái ở khắp Hoa Kỳ. Mặc dù doanh thu đã giảm so với đỉnh cao năm 2008 do Cuộc suy thoái lớn, nhưng nó vẫn mạnh mẽ với dự báo tích cực dài hạn. Mặc dù người tiêu dùng có xu hướng quan tâm đến giá cả hơn trong thời kỳ suy thoái, nhưng việc chi tiêu vẫn tiếp tục tăng. Với thu nhập bình quân đầu người tăng ở khắp Hoa Kỳ kể từ năm 2015, các tiệm làm đẹp đã phát triển mạnh mẽ, tạo ra 56,2 tỷ đô la tại Hoa Kỳ. Chăm sóc tóc là đoạn hơn cả, với 86.000 địa điểm. Dự kiến chăm sóc da sẽ tạo ra 21,09 tỷ đô la doanh thu vào năm 2023, tăng trưởng hàng năm 3,91%. Sự phát triển này được thúc đẩy một phần do nhận thức ngày càng tăng về tầm quan trọng của việc chăm sóc da đối với phụ nữ Mỹ, nhưng cũng đặc biệt do tăng trưởng thị trường dành cho nam giới.
Vào năm 2020, thị trường đã phân phối rộng rãi trên khắp nước Mỹ, tập trung chủ yếu ở vùng Đông Bắc và Miền Trung. Cũng có một xu hướng gia tăng trong việc mọc lên các tiệm làm đẹp boutique và tận dụng tiếp thị trực tuyến để thu hút khách hàng và cạnh tranh với các chuỗi cửa hàng đại diện. Năm 2014, Bộ Lao động Hoa Kỳ ước tính việc làm ở Hoa Kỳ tăng 20% trong khoảng thời gian từ 2008-2014, với mức tăng trưởng việc làm lớn nhất từ các chuyên gia chăm sóc da. Các tiệm làm đẹp tuyển dụng những người làm đẹp chuyên về các kỹ thuật làm đẹp tổng quát. Yêu cầu cấp phép chuyên môn về làm đẹp khác nhau từ tiểu bang này sang tiểu bang khác và phụ thuộc vào loại giấy phép cụ thể nào được mong muốn: chuyên gia làm đẹp tổng quát, thợ làm tóc, thẩm mỹ sư, thợ làm móng, thợ cắt tóc nam, chuyên gia điều trị nốt ruồi bằng điện, hoặc loại khác.

### Ấn Độ
Ngành thẩm mỹ viện đã tạo việc làm cho 3,4 triệu người ở khắp Ấn Độ vào năm 2013. Ngành công nghiệp này dự kiến sẽ tạo việc làm cho 12,1 triệu công nhân vào năm 2022. Các dịch vụ thông thường bao gồm làm mặt, làm trắng da, waxing, nhuộm tóc và thẳng tóc.

### Việt Nam
Trước đây, thẩm mỹ viện được cho rằng đó là nơi của những người giàu có tiền, những ai muốn "đốt tiền" và lúc đó số lượng các thẩm mỹ viện còn ít, ngày nay ở Việt Nam thì thẩm mỹ viện được phát triển và người ta đã có cái nhìn thiện cảm hơn đối với loại hình này và việc tới lui thẩm mỹ viện trở nên bình thường. Tính trung bình mỗi thành phố lớn cũng có từ 2 đến 3 thẩm mỹ viện mọc lên nhưng các thẩm mỹ viện này mở ra không theo một tiêu chuẩn nào, vì thế mà xuất hiện không ít những mỹ viện kém chất lượng. Và đã có những hậu quả đáng tiếc từ việc làm đẹp.
Giữa các mỹ viện luôn có một cuộc đua ngầm về mặt tiền cơ sở, hệ thống máy móc, nhãn hiệu sản phẩm và thậm chí là cả trình độ tay nghề của thẩm mỹ viện từ đó có sự phân thành hai loại cao cấp và trung bình. Danh dịch vụ của các mỹ viện ngày càng tăng, với các loại hình chăm sóc sắc đẹp từ massage mặt, massage body, giảm béo bằng phi thuyền, tắm trắng đến trẻ hoá toàn thân, tẩy lông, nâng nở ngực bằng sóng siêu âm, giải phẫu sắc đẹp cũng phong phú và đa dạng như căng mặt, nâng mũi, phun, xăm mắ, có thẩm mỹ viện bị tố cáo tính phí dịch vụ với giá rất cao và ép buộc khách hàng. Ở Việt Nam, thẩm mỹ viện lừa đảo rất phổ biến, nhiều viện thẩm mỹ lừa đảo có trăm phương ngàn kế, từ thẩm mỹ viện "ma", làm dịch vụ không phép, quảng cáo trên trời, đánh tráo khái niệm làm đẹp để móc túi tiền người tiêu dùng nhanh và nhiều nhất.